# Мезонсель-ла-Журдан
Мезонсе́ль-ла-Журда́н (фр. Maisoncelles-la-Jourdan) — колишній муніципалітет у Франції, у регіоні Нормандія, департамент Кальвадос. Населення — 470 осіб (2011).
Муніципалітет був розташований на відстані близько 240 км на захід від Парижа, 55 км на південний захід від Кана.

## Історія
До 2015 року муніципалітет перебував у складі регіону Нижня Нормандія. Від 1 січня 2016 року належав до нового об'єднаного регіону Нормандія.
1 січня 2016 року Мезонсель-ла-Журдан, Кулонс, Руллур, Сен-Жермен-де-Тальванд-ла-Ланд-Вомон, Трюттме-ле-Гран, Трюттме-ле-Петі, Водрі i Вір було об'єднано в новий муніципалітет Вір-Норманді.

## Демографія
Динаміка населення (INSEE ):
Розподіл населення за віком та статтю (2006):
| Стать | Всього | До 15 років | 15-24 | 25-44 | 45-64 | 65-85 | Понад 85 |
| --- | ------ | ----------- | ----- | ----- | ----- | ----- | -------- |
| Чоловіки | 228    | 48          | 16    | 64    | 68    | 32    | 0        |
| Жінки | 236    | 64          | 20    | 56    | 60    | 32    | 4        |
| \| Статево-вікова піраміда \| Статево-вікова піраміда \| Статево-вікова піраміда \| \| ----------------------- \| ----------------------- \| ----------------------- \| \| Чоловіки \| Вік \| Жінки \| \| 0 \| 85 + \| 4 \| \| 12 \| 80-84 \| 0 \| \| 8 \| 75-79 \| 8 \| \| 4 \| 70-74 \| 0 \| \| 8 \| 65-69 \| 24 \| \| 12 \| 60-64 \| 16 \| \| 12 \| 55-59 \| 4 \| \| 24 \| 50-54 \| 20 \| \| 20 \| 45-49 \| 20 \| \| 12 \| 40-44 \| 8 \| \| 16 \| 35-39 \| 16 \| \| 24 \| 30-34 \| 20 \| \| 12 \| 25-29 \| 12 \| \| 12 \| 20-24 \| 12 \| \| 4 \| 15-20 \| 8 \| \| 12 \| 10-14 \| 12 \| \| 16 \| 5-9 \| 20 \| \| 20 \| 0-4 \| 32 \| |        |             |       |       |       |       |          |
| Статево-вікова піраміда |        |             |       |       |       |       |          |
| Чоловіки | Вік    | Жінки       |       |       |       |       |          |
| 0 | 85 +   | 4           |       |       |       |       |          |
| 12 | 80-84  | 0           |       |       |       |       |          |
| 8 | 75-79  | 8           |       |       |       |       |          |
| 4 | 70-74  | 0           |       |       |       |       |          |
| 8 | 65-69  | 24          |       |       |       |       |          |
| 12 | 60-64  | 16          |       |       |       |       |          |
| 12 | 55-59  | 4           |       |       |       |       |          |
| 24 | 50-54  | 20          |       |       |       |       |          |
| 20 | 45-49  | 20          |       |       |       |       |          |
| 12 | 40-44  | 8           |       |       |       |       |          |
| 16 | 35-39  | 16          |       |       |       |       |          |
| 24 | 30-34  | 20          |       |       |       |       |          |
| 12 | 25-29  | 12          |       |       |       |       |          |
| 12 | 20-24  | 12          |       |       |       |       |          |
| 4 | 15-20  | 8           |       |       |       |       |          |
| 12 | 10-14  | 12          |       |       |       |       |          |
| 16 | 5-9    | 20          |       |       |       |       |          |
| 20 | 0-4    | 32          |       |       |       |       |          |

## Економіка
2010 року серед 302 осіб працездатного віку (15—64 років) 232 були активними, 70 — неактивними (показник активності 76,8%, у 1999 році було 69,4%). З 232 активних мешканців працювали 223 особи (116 чоловіків та 107 жінок), безробітними було 9 (3 чоловіки та 6 жінок). Серед 70 неактивних 22 особи були учнями чи студентами, 33 — пенсіонерами, 15 були неактивними з інших причин.

У 2010 році в муніципалітеті числилось 193 оподатковані домогосподарства, у яких проживали 481,5 особи, медіана доходів виносила 16 584 євро на одного особоспоживача